# Полтава (авіабаза)
Авіаба́за Полта́ва — військовий аеродром в місті Полтава (Полтава-4). Був заснований у 1924 році.
У післявоєнному СРСР на аеродромі базувалися важкі та стратегічні бомбардувальники. На час розпаду СРСР це були Ту-22М3. На авіабазі Полтава базувався 185-й гвардійський важкий бомбардувальний авіаполк. В лютому 2015 року на аеродромі засновано 18-ту окрему бригаду армійської авіації.

## Історія авіабази

### Створення

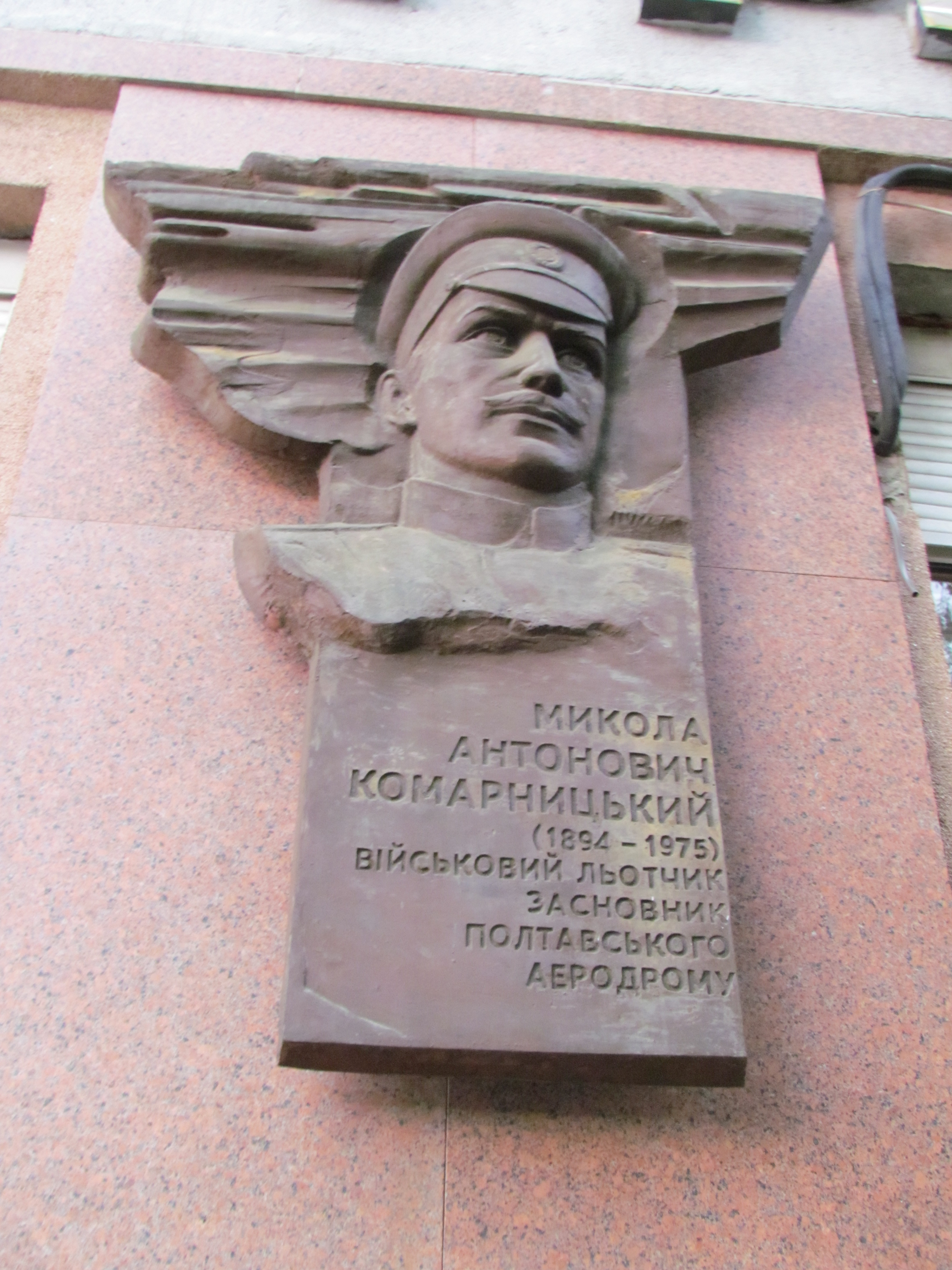
Меморіальна дошка М. А. Комарницькому

Історія Полтавського аеродрому починається з 1920-х років.
У цей період, з одного боку — РВС РСЧА ухвалив рішення про створення в Полтаві однієї з баз для підготовки особового складу для частин Червоного Повітряного флоту, з іншого — 26 березня 1923 року постановою Раднаркому УРСР за сприяння Товариства авіації та повітроплавання України і Криму та Головного управління повітряного флоту Червоної армії було створено акціонерне товариство «Укрповітрошлях», одним із завдань якого стала організація регулярних авіарейсів.
Виникнення Полтавського аеродрому тісно пов'язане з ім'ям Миколи Антоновича Комарницького, який на початку 1920-х рр. багато зробив для вибору місця летовища та облаштування злітно-посадкової смуги. До весни 1924 р. аеродром був готовий прийняти будь-який пасажирський або військовий літак.
15 травня 1924 р. — після затвердження перших повітряних ліній в Україні правлінням Товариства «Укрповітрошлях» — відбувся перший технічний рейс за маршрутом Харків — Полтава — Харків на літаку Дорньє-Комет (нім. Dornier Komet). Полтавський аеродром стає вузловим пунктом організації цивільних пасажирських та вантажних перевезень в Україні. 25 травня 1924 року були відкриті перші регулярні пасажирські лінії: Харків — Полтава — Київ і Харків — Полтава — Кіровоград — Одеса.
З 1923 року в Полтаві діяла Всеукраїнська льотна школа ТСОАВІАХІМу, а в 1928 році тут були відкриті перші і єдині на той час в Радянському Союзі Вищі штурманські курси. З цими навчальними закладами пов'язані імена багатьох відомих вчених і повітроплавців того часу, зокрема в 1931—1932 роках льотно-навчальною частиною Льотною школою ТСОАВІАХІМу керував майбутній полярний льотчик, Герой Радянського Союзу Сігізмунд Леваневський.
З початку 1930-х років і надалі аеродром активно використовувався для підготовки льотно-підйомного складу. На ньому розташовувалися такі типи літаків, як Р-1, Р-5, ТБ-1 (АНТ-4), ТБ-3 (АНТ-6) та інші. Історично склалося, що призначенням полтавського аеродрому стало використання як бази дальньої авіації.
- Dornier Komet
- ТБ-3 (АНТ-6)

За даними деяких джерел, з 1936 року на Полтавському аеродромі дислокувалися бомбардувальні частини Авіаційної армії особливого призначення (АОН-1), але достовірних відомостей про це немає. Відомо, що станом на 1939 рік на аеродромі Полтава знаходився 23-й базовий район Харківського військового округу.

### Друга світова війна
Після захоплення Полтави, німецько-фашистські загарбники не тільки не зруйнували інфраструктуру аеродрому, але й активно використовували аеродром для розміщення своїх Хейнкель-111 (нім. Heinkel He 111), що здійснювали далекосяжні нальоти на позиції Червоної Армії.
Після відвоювання Червоною Армією Полтави у німців, з жовтня 1943 року на аеродромі базувалися частини радянської транспортної авіації, винищувачі ППО і фронтової авіації.
В 1944—1945 роках аеродром використовувався авіацією союзників в операції «Френтік». Таку кодову назву мала спільна радянсько-американська операція з човниковим рухом американських бомбардувальників за трикутником Англія — Італія — Полтава. За легендою операції Полтавська авіабаза на деякий час стала «Station 559» (скорочення від англійського «USAAF Station 559» — «авіабаза ВПС США № 559»).
- Heinkel He 111
- Радянські техніки біля американського B-17 «Летюча фортеця», 22 червня 1944.

З метою забезпечення операції, в березні 1944 року в ВПС РСЧА була сформована 169-та авіаційна база особливого призначення (169 АБОН), метою якої було проведення всіх підготовчих робіт і організація взаємодії з американцями. Командиром авіабази був призначений генерал-майор авіації Олександр Пермінов, начальником штабу — уродженець Полтави полковник Сергій Ковальов. До складу АБОН були включені підрозділи аеродромного обслуговування, технічні, інженерні, автомобільні та інші спеціальні формування.
В березні — квітні 1944 року для облаштування бази з США були доставлені понад 44 тисяч тонн вантажів. Американські й радянські військові, жителі міста за короткий термін вклали майже 250 тисяч м² металевих плит аеродромного покриття, побудували будинок для офіцерського складу, три казарми, 20 корпусів для санітарних частин, 7 харчоблоків, 6 банно-пральних, 3 літніх табори, 3 насосні станції з артезіанськими свердловинами, 3 командних пункти, 150 сховищ.
2 червня на аеродромі приземлилися перші бойові літаки союзників — 64 важкі бомбардувальники B-17. Протягом чотирьох місяців американці здійснили 18 рейдів з полтавського аеровузла — 2207 літако-вильотів на 12 важливих об'єктів в глибокому тилу противника, в повітряних боях ними було знищено щонайменше 100 німецьких літаків, на землі — понад 60. Літаки-розвідники виконали 117 бойових вильотів і сфотографували 174 цілі. Але і після останнього рейду 18 вересня Полтавська авіабаза використовувалася союзниками — на неї в країну прибували літаки з дипломатичними представниками США, привозилася важлива кореспонденція і вантажі аж до червня 1945 року. Покидаючи Полтаву американці залишили в боєздатному стані більшу частину обладнання, включаючи аеродромне обладнання, засоби радіонавігації.

### Післявоєнний період
В 1946 році з Любліну (Польща) в на авіабазу Полтава-4 перебазувалася 13-та гвардійська Дніпропетровсько-Будапештська важка бомбардувальна авіаційна дивізія. Разом зі штабом дивізії на Полтавський аеродром перебазувався 185-й гвардійський Кіровоградсько-Будапештський важкий бомбардувальний авіаційний полк.
В 1949 році полк перший у Військово-повітряних силах СРСР отримав на озброєння важкі бомбардувальники Ту-4. З 1955 року на озброєнні 185 вбап — важкі реактивні бомбардувальники Ту-16, з 1974-го — Ту-22М3 з авіаракетним комплексом Х-22М. В 1957 році дивізія першою в СРСР стала освоювати дозаправлення в повітрі.
- Ту-4, створений в СРСР методом зворотньої розробки з B-29 «Суперфортеця»
- Ту-16
- Ту-22М3

Одним з командирів 13 вбад був генерал-майор Джохар Дудаєв, відомий як перший президент Чеченської Республіки Ічкерія. Дудаєв командував дивізією в 1985—1987 роках, за що в народі дивізія отримала назву «дудаєвська».

### В незалежній Україні
у 1992 році 185-й важкий бомбардувальний авіаційний полк який базувався на авіабазі увійшов до складу Збройних сил України. 8 травня 1992 року особовий склад прийняв присягу на вірність народу України і був прийнятий до лав ЗС України.
Після здобуття Україною незалежності та прийняття нової воєнної доктрини потреба у стратегічній авіації у складі ЗС України відпала: 23 травня 1992 р. в Лісабоні Росія, Білорусь, Казахстан, Україна і США підписали так званий Лісабонський протокол до договору СНО-1, таким чином приєднавшись до клубу неядерних держав.
У вересні 1994 року на аеродромі проходило святкування 50-ї річниці операції «Френтік». На аеродром завітали В-52 Stratofortress ВПС США, бомбардувальник B-1B Lancer та літак-заправник KC-10A.
У 2003 році через ремонт злітної смуги на аеродромі Мелітополь, два місяці на авіабазі тимчасово[джерело?] базувались 10 Іл-76 25-го гвардійського військово-транспортного авіаційного полку.
З березня по серпень 2006 року на авіабазі тимчасово[джерело?] базувались Су-27 831-ї бригада тактичної авіації.
У 2000 році була розформована 13 вбад, 185 вбап переформований в авіабазу і проіснувала до 2007 року. В лютому 2006 року, згідно з Лісабонським протоколом і Масандрівською угодою про принципи утилізації ядерної зброї, на полтавському аеродромі розрізали останній Ту-22М3.
- Ту-22М3 України на аеродромі в Фейрфорд, Британія. 1998.
- Утилізація Ту-22М3. Авіабаза «Полтава», 12 листопада 2002.
- Споруда на території авіабази

Згодом аеродром було передано у використання як запасний аеродром 831-ї бригади тактичної авіації (Миргород).

### Російсько-українська війна
В Полтаві було створено 18-ту окрему бригаду армійської авіації. На озброєнні стоять вертольоти Мі-2МСБ, Мі-8МСБ, Мі-24П. Аеродром знову перетворено на військовий об'єкт, вільний вхід та вихід на територію частини заборонено.

## Музей дальньої авіації
Після демілітаризації Полтавського аеродрому, у 2007 році, групою офіцерів-ентузіастів частини на його території і матеріальній частині було створено «Музей дальньої авіації», який зараз є філією Полтавського музею авіації та космонавтики імені Юрія Кондратюка.
Експозицію авіамузею складають такі літаки й гелікоптери: Ту-160, Ту-95МС, Ту-22М3, Ту-22КП, Су-15УМ, Ту-134УБЛ, Ту-16, L-29 Delfin, L-39 Albatros, МіГ-21, Мі-8. Всі літаки виведені з експлуатації, з них зняті двигуни і частина приладів.

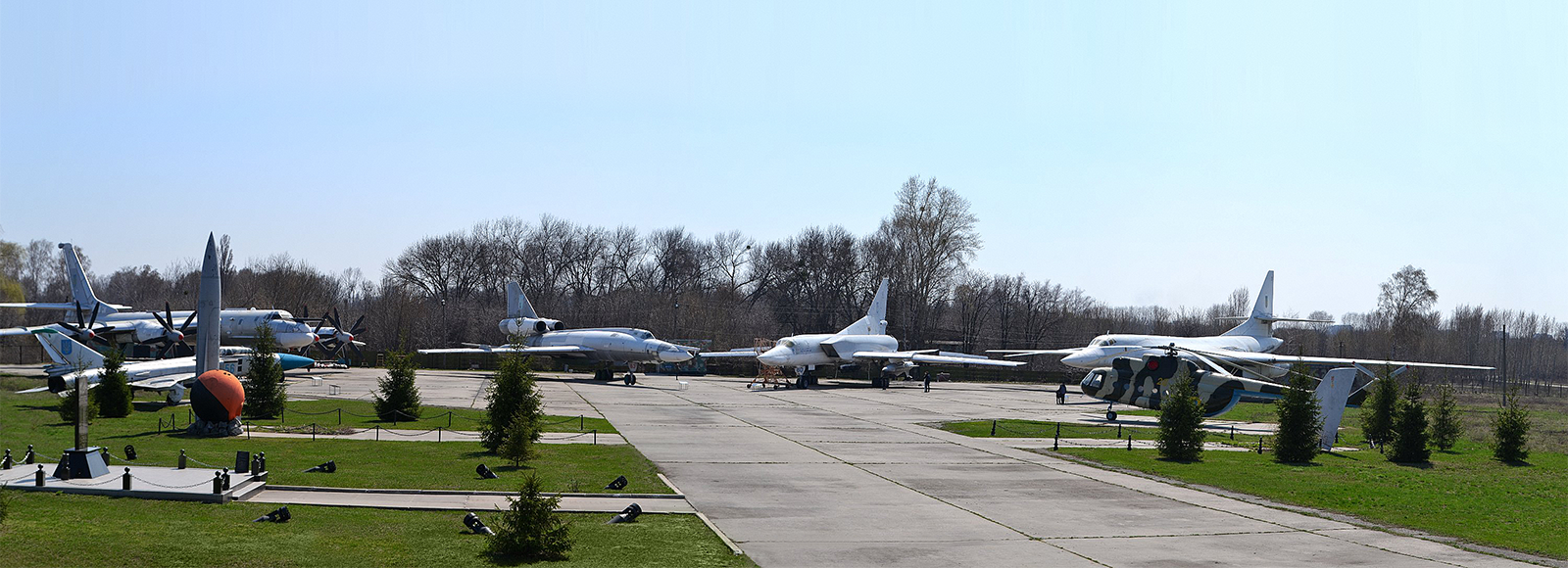
Панорама експозиції музею. 2018 рік.